# Wilhelm Hengelbrock
Wilhelm Hengelbrock FSC (Osnabrück, 10 de noviembre de 1907 - Manila, 12 de febrero de 1945), fue un Hermano de las Escuelas Cristianas, fundados por san Juan Bautista de La Salle, y mártir de la Iglesia católica.

## Biografía
Wilhelm Hengelbrock nació el 10 de noviembre de 1907 en Osnabrück, Alemania, hijo del escultor Fritz Hengelbrock y la costurera Auguste Nosthoff. Fue bautizado en St. Johann en Osnabrück. El padre trabajó en el taller del escultor Lukas Memken (1860-1934).
La decisión de convertirse a una orden religiosa maduró en él. Las ideas de los Hermanos de las Escuelas Cristianas y san Juan Bautista de La Salle lo inspiraron. A los 23 años, solicitó ser aceptado en el noviciado de los Hermanos de las Escuelas Cristianas en Bad Honnef, en el Rin. Su nombre religioso era Hermano Mutwald William. Como quería trabajar como misionero, después del noviciado, llegó a Maria-Tann en Kirnach-Villingen en la Selva Negra, Alemania, donde adquirió particularmente el inglés. Después de aprobar su examen final, finalmente pudo cumplir el deseo de su corazón y enseñar a los niños locales con gran celo y empatía en la colonia inglesa de Malacca, ahora Malasia.
Cuando comenzó la Segunda Guerra Mundial, el Hno. Mutwald William también fue expulsado de esta área. Buscó refugio en el Colegio De La Salle en Manila, Filipinas, que se alegró de aceptar a todos los hermanos afectados por la expulsión. Había suficiente trabajo en la escuela, que tenía más de mil estudiantes. También tenía grandes habilidades manuales. Sus alumnos aprendieron encuadernación, tallado en madera, pintura, dibujo y otras habilidades. De vuelta a casa en Alemania, informó sobre las dificultades con el calor, por otra parte, expresó especial elogio por el celo de los niños filipinos.
Durante la guerra utilizó sus habilidades administrativas y apoyó a su superior, Hno. Xavier. Él dominó muchas situaciones embarazosas para el hermano director y casos en los que en su posición no era de esperarse, pero que supo manejar. Como juzgó la situación de guerra difícil y extremadamente peligrosa en febrero de 1945 de manera diferente a su superior, fue al arzobispo y le preguntó si a los hermanos se les permitía abandonar la universidad temporalmente. El arzobispo concedió permiso, pero no el director. El Nuncio Guglielmo Piani SDB, a quien se le preguntó, también aconsejó obedecer al Hno. Xavier. Contra su propia convicción, se inclinó ante las órdenes de su superior y se quedó. Y así fue víctima de la espantosa masacre del domingo 12 de febrero de 1945. Había 28 hermanos escolares en la universidad, 17 de los cuales fueron cruelmente asesinados. El Hno. Mutwald William fue apuñalado por los soldados japoneses en la capilla con la bayoneta.
Se le puede llamar mártir de la obediencia. Murió a los 38 años de vida, en el año 16 de su vida religiosa y en el sexto de su profesión eterna.
El Cónsul General de Manila emitió un documento que indica que el cuerpo del Hermano Mutwald William fue encontrado en una zanja cerca de una escuela primaria. La familia recuerda que los jesuitas lo enterraron en el cementerio del monasterio.

## Honor
En 1999, la Iglesia Católica incluyó al Hno. Wilhelm Hengelbrock en su martirologio del siglo XX.